# Alexander Sergejewitsch Posnikow

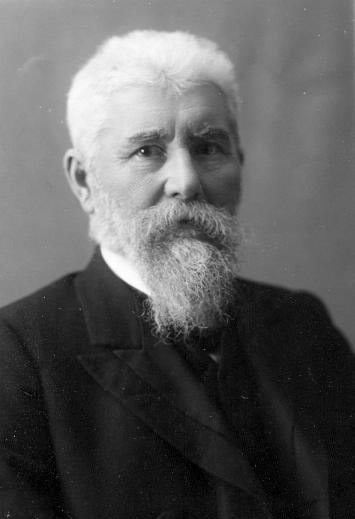
Alexander Sergejewitsch Posnikow

Alexander Sergejewitsch Posnikow (russisch Александр Сергеевич Посников; * 14. Dezemberjul. / 26. Dezember 1846greg. im Amtsbezirk Wjasma; † 22. August 1922 in Uskoje im Amtsbezirk Moskau) war ein russischer Wirtschaftswissenschaftler und Hochschullehrer.

## Leben
Posnikow entstammte einer adligen Familie und wuchs auf dem Familiensitz im Amtsbezirk Wjasma auf. Sein Vater Sergei Gawrilowitsch Posnikow war dort der Richter des Bezirks. Alexander Posnikow besuchte 1855–1862 das Smolensker Gymnasium und studierte dann an der Juristischen Fakultät der Universität Moskau mit Abschluss 1869. Er blieb an der Universität, um sich auf die Professorenlaufbahn vorzubereiten, und er bildete sich auch im Ausland weiter. Er legte das Magister-Examen für Politische Ökonomie und Statistik ab. Er beteiligte sich an der Tagung der liberalen Ökonomen unter Nikolai Sieber und Alexander Tschuprow, die für eine demokratische staatliche Ordnung in Russland eintraten und sich der Wirtschaftstheorie des Marxismus zuwandten. 1871 erschien Posnikows Magister-Dissertation über den Ursprung des Grundkredits, in der er die liberale Forderung nach billigen Krediten für die Landwirtschaft begründete und die Theorie der stabilen kleinen Bauernwirtschaft verteidigte. 1873 wurde Posnikow Privatdozent am Jaroslawler Demidow-Jura-Lyzeum. 1875 verteidigte er in der Universität Moskau die Magister-Dissertation Der Gemeinschaftsgrundbesitz (Band 1). 1876 wurde er Professor für Politische Ökonomie an der Neurussischen Universität in Odessa. 1878 verteidigte er an der Universität Moskau seine Doktor-Dissertation Der Gemeinschaftsgrundbesitz (Band 2). 1882 gab er sein Amt auf und zog sich auf seinen Familiensitz im Amtsbezirk Wjasma zurück.
1879 und 1896 wurde Posnikow zum Adelsmarschall und Leiter des Statistik-Büros des Amtsbezirks Wjasma gewählt. 1883–1907 war er Ehrenfriedensrichter des Bezirks und 1886–1897 Mitherausgeber der Russischen Nachrichten.
1902 wurde Posnikow Dekan der Wirtschaftsabteilung des St. Petersburger Polytechnischen Instituts und leitete den Kurs Politische Ökononie. 1908 wurde er Direktor des Instituts.
1906 gehörte Posnikow zu den Gründern der Partei der demokratischen Reformen unter der Führung von M. M. Kowalewski und anderen, die den Kadetten nahe standen. Er trat gegen die Agrarreform Stolypins auf. 1909–1911 war Posnikow Präsident der Kaiserlichen Freien Wirtschaftsgesellschaft. 1911–1916 schrieb er eine Reihe von Aufsätzen für die Brockhaus-Efron-Enzyklopädie. 1911–1912 war er Mitglied des Rats der Staatlichen Bank des Finanzministeriums. 1912 wurde er zum Geheimen Rat ernannt. Der Rat des Polytechnischen Instituts wählte ihn zum Ehrenmitglied des Instituts.
1912–1917 war Posnikow Mitglied der 4. Staatsduma für das Gouvernement St. Petersburg und stellvertretender Vorsitzender der Fraktion der Progressisten. Er war Mitglied diverser Kommissionen und arbeitete insbesondere an den Reformen für die Landwirtschaft und den Statuten für die staatlichen Universitäten mit.
Nach der Februarrevolution 1917 wurde Posnikow von der provisorischen Regierung mit der Reorganisation und Vereinigung der Adelsgrundbank und der Bauerngrundbank beauftragt, deren Direktor er dann von März bis Mai 1917 war. Im April 1917 wurde er Vorsitzender des Hauptgrundbesitzkomitees der provisorischen Regierung und Senator des 2. Departements des Regierenden Senats.
Nach der Oktoberrevolution zog Posnikow sich auf seinen Familiensitz im Amtsbezirk Wjasma zurück. 1918 berief ihn der Rat des Petrograder Polytechnischen Instituts auf den Lehrstuhl für Politische Ökonomie. Auch lehrte er am Agronomie-Institut und am Forstwissenschaftsinstitut.
Posnikow starb im Uskoje-Sanatorium im Amtsbezirk Moskau. Er war verheiratet (verwitwet 1912) und hatte drei Kinder.